# Stormyrtjärnen (Voxna socken, Hälsingland)
Stormyrtjärnen är en sjö i Ovanåkers kommun i Hälsingland och ingår i Ljusnans huvudavrinningsområde.